# دانشگاه کوفه

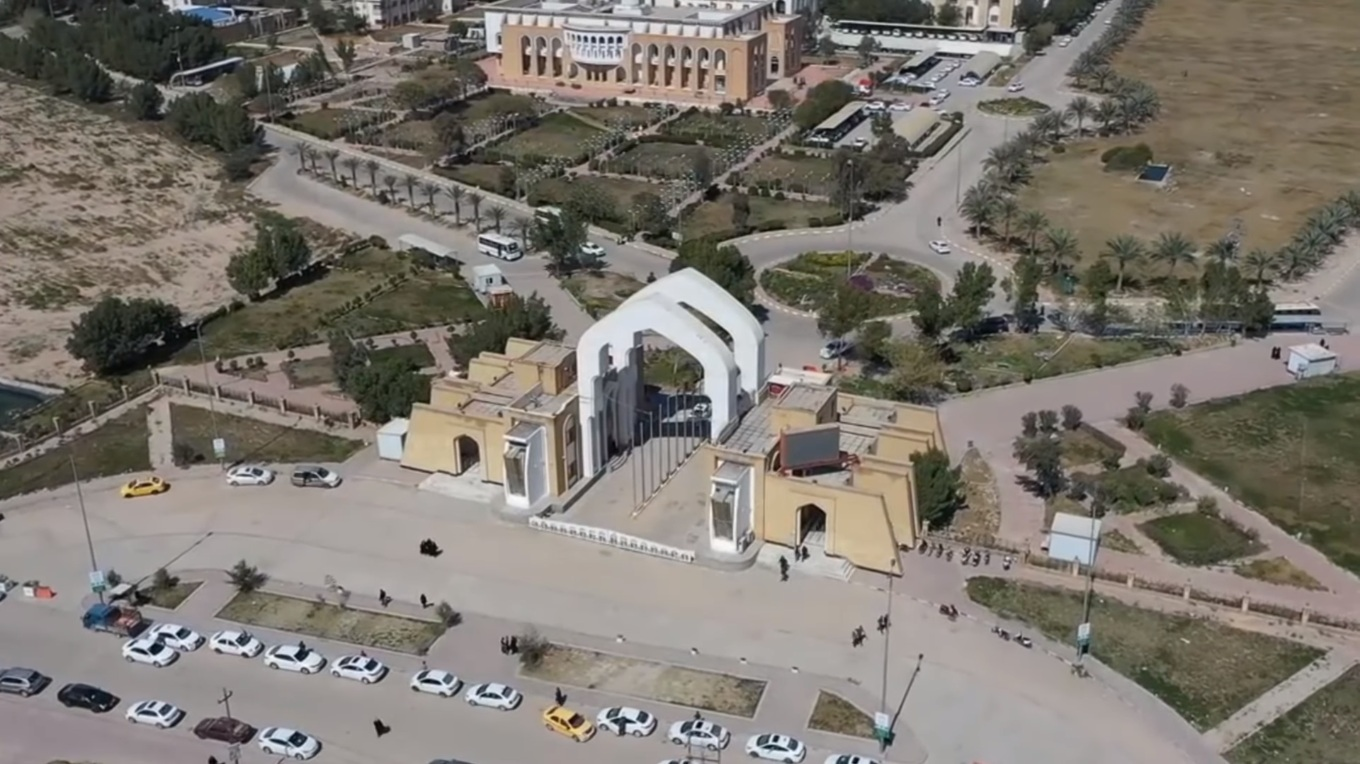

دانشگاه کوفه یکی از دانشگاه‌های عراق است که در شهر کوفه عراق واقع شده است که در ۲۳ دسامبر ۱۹۸۷ با دو دانشکده آموزش برای زنان و پزشکی تأسیس شد. در سال ۱۹۸۹ دانشکده هنر و سپس در سال ۱۹۹۳ دانشکده‌های علوم و مهندسی و در سال ۱۳۷۶ دانشکده کشاورزی و سپس دانشکده داروسازی در سال ۱۳۷۸ تأسیس شدند.
در سال ۲۰۱۳ دانشگاه کوفه دارای ۲۲ دانشکده در رشته‌های مختلف و دارای ۱۰۹ بخش می‌باشد.